# آرزو (خاچماز)
آرزو (به لاتین: Arzu) یک منطقه مسکونی در جمهوری آذربایجان است که در شهرستان خاچماز واقع شده‌است آرزو ۱۲۴۹ نفر جمعیت دارد.